# Elisabeth Luka Lingietz
Elisabeth Liengitz (Lingic ili Lingić), znana kao sestra Luka (Koruška, Austrija, 9. siječnja 1861. – sestrinska kuća na Betaniji, Sarajevo, 30. ožujka 1890.), redovnica Družbe Kćeri Božje ljubavi. 
Rodila se u Koruškoj, kao najstarije od šestero djece poljoprivrednika Gregora i Ane Liengitz, u obitelji koja je poljskog-šleskog podrijetla, iz grada Lignica (Legnice). U 18. stoljeću u vremenu velike industrijalizacije veća je skupina Poljaka doselila i nastanila se u južnu Austriju u potrazi za boljim životom. Luka je preselila iz rodne Koruške u Beč gdje se se pridružila novoosnovanome redu Kćeri Božje ljubavi. Poglavarstvo ju je iste godine kad se zaredila poslalo u BiH, u Sarajevo. Imala je tad 22. godine. Tek nekoliko dana prije nego što je doputovala u Sarajevo položila je prve svete zavjete, 1883. godine. 
Hrvatski nije znala, ali ga je naučila razgovarajući s djecom, siromašnima, starcima i bolesnicima. Djecu je kad su jutrom došla u školu u Zavod sv. Josipa prala, češljala, oblačila u toplu i čisto odjeću, a onda ih odvela u razred. U podne su ispred samostana bili siromasi čije je lončiće i zdjele punila hranom iz sestrinske kuhinje. Zvali su ju majkom sirotinje. Svim je potrebitima pomagla kako je znala i mogla. Od 1883. je sedam godina bila vrataricom u Zavodu sv. Josipa. Bila je na glasu kao iskrena moliteljica, ponizna patnica, moćna zagovornica. Umrla je na glasu svetosti kao krjeposnica 1890. od tuberkuloze, bolesti koja je nemilice zahvaćala i usmrćivala siromašno, neishranjeno ili pothranjeno stanovništvo u Austro-Ugarskoj. Pokopana je na groblju sestara Kćeri Božje ljubavi u sarajevskom naselju Betanija. 
Grob joj i danas posjećuju potrebiti, bolesni i ožalošćeni, bez obzira na vjeru, dob i zanimanje. Posjetitelji mole na svoj način, kite grob, pale svijeće, preporučuju se sestri Luki ili zahvaljuju za primljeno dobro. Grob joj je danas mjestom molitve i zahvale. Štovatelji joj na grobu ostavljaju pismene molbe i zahvale za ozdravljenje, potomstvo, posao, ljubavnu sreću. Pisma se čuvaju u crkvi Kraljice sv. Krunice na Banjskom brijegu u Sarajevu.
Iščekuje se pokretanje procesa za proglašenje sestre Luke Službenicom Božjom.